# Виляховка
Виля́ховка (бел. Віля́хаўка) — деревня в составе Новобыховского сельсовета Быховского района Могилёвской области Беларуси. До 2013 года в составе Нижнетощицкого сельсовета.

## История
Памятники археологии — 2 поселения позднего этапа зарубинецкой культуры (II—V веков н. э.) и верхнего пласта банцеровской культуры свидетельствуют о заселении этих мест с давних времён.
Упоминается в 1756 году как деревня в Рогачёвском войтовстве Рогачёвского староства. В 1764 году относилась к приходу Шапчицкой униатской церкви.
После 1-го раздела Речи Посполитой (1772 год) в составе Российской империи. В связи с отказом графа Леонарда Поцея принять присягу на верность Российской императрице в установленный срок, Рогачёвское староство было секвестрировано в казну. Часть бывшего Рогачевского староства, включая Виляховку, была пожалована Екатериной II 20 февраля (3 марта) 1774 года бригадиру Петру Андреевичу Полянскому (1729—1782). От Полянского деревня перешла во владение Анны Ивановны Фабрициан, вдовы генерал-майора Федора Ивановича фон Фабрициана. В 1802 году деревню Виляховка (169 крестьян мужского пола) в составе имения Кистени она продала рогачевскому поветовому маршалу Николаю Самуйловичу Ланевскому-Волку.
Позднее владение помещиков Ланевских-Волков. В 1863 году помещиком был Владимир Ланевский-Волк.
В 1897 году 96 дворов, 752 жителя, в Кистеневской волости Рогачевского уезда Могилевской губернии. Имелась ветряная мельница, хлебозапасный магазин. Рядом существовало имение, 5 дворов, 8 жителей. В 1908 году работала земская школа.
В 1909 году сельскому обществу (112 дворов, 866 жителей) принадлежало 1150 десятин земли. Деревня относилась к приходу Ново-Быховской Успенской церкви (местечко Новый Быхов).
26 января (8 февраля) 1918 года около деревни объединенные силы Минского, Витебского и Могилевского красногвардейских отрядов вели бой против польского корпуса Довбор-Мусницкого. С февраля по ноябрь 1918 года оккупирована немецкими войсками.
В ходе программы коллективизации сельского хозяйства в 1931 году образован колхоз «Маяк коммуны».
Летом 1941 года в районе деревни шли кровопролитные бои красноармейцев с немецко-фашистскими оккупантами. Здесь погиб и был похоронен командир 467-го стрелкового полка 102-й стрелковой дивизии полковник Ш. Г. Кипиани.

## Население
- 1777 год — 115 крестьян (мужского пола)[6]
- 1802 год — 169 крестьян (мужского пола)
- 1897 год — 752 человека
- 1909 год — 866 человек
- 1926 год — 923 человека
- 1982 год — 377 человек
- 1907 год — 151 человек
- 2009 год — 120 человек
- 2019 год — 66 человек[7]